# Alban (Frankrijk)
Alban is een gemeente in het Franse departement Tarn (regio Occitanie) en telt 848 inwoners (1999). De plaats maakt deel uit van het arrondissement Albi.

## Geografie
De oppervlakte van Alban bedraagt 9,8 km², de bevolkingsdichtheid is 86,5 inwoners per km².
De onderstaande kaart toont de ligging van Alban (Frankrijk) met de belangrijkste infrastructuur en aangrenzende gemeenten.

## Demografie
Onderstaande figuur toont het verloop van het inwonertal (bron: INSEE-tellingen).